# Дождовито сонце
„Дождовито сонце” је југословенски и македонски ТВ филм из 1977. године. Режирао га је Коле Малинов који је написао и сценарио по делу Иве Андрића.

## Улоге
| Глумац             | Улога   |
| ------------------ | ------- |
| Ристо Шишков       | Леденик |
| Киро Ћортошев      |         |
| Вукан Диневски     |         |
| Стојка Цекова      |         |
| Тодор Николовски   |         |
| Кирил Здравески    |         |
| Димче Мешковски    |         |
| Тасе Коцовски      |         |
| Тома Киров         |         |
| Душан Костовски    |         |
| Ненад Милосављевић |         |

Остале улоге ▼
| Глумац             | Улога |
| ------------------ | ----- |
| Александар Думов   |       |
| Џeмаил Макшут      |       |
| Стојан Гогов       |       |
| Томе Витанов       |       |
| Соња Димовска      |       |
| Гјоргји Устапетров |       |
| Тодорка Кондова    |       |
| Перица Мартиновић  |       |